# John Eisenhower
John Sheldon Doud Eisenhower (Denver, 3 de agosto de 1922 - Trappe, 21 de diciembre de 2013) fue un historiador y político estadounidense, e hijo menor del presidente Dwight Eisenhower y su esposa Mamie. 
Eisenhower nació en Denver, Colorado. Se crio en Baltimore, Maryland y en Filadelfia, Pensilvania. Eisenhower era de ascendencia sueca y alemana.
Fue general de brigada en el ejército de los Estados Unidos. Sirvió durante la Segunda Guerra Mundial y la guerra de Corea. Eisenhower escribió varios libros sobre historia militar. También fue embajador de Estados Unidos en Bélgica de 1969 a 1971.
Hasta su muerte, el 21 de diciembre de 2013, Eisenhower fue el hijo mayor de un expresidente de Estados Unidos. Eisenhower murió en Trappe, Maryland, por causas naturales. Tenía 91 años.